# Leptometopa lacteipennis
Leptometopa lacteipennis är en tvåvingeart som först beskrevs av Friedrich Georg Hendel 1913.  Leptometopa lacteipennis ingår i släktet Leptometopa och familjen sprickflugor.
Artens utbredningsområde är Taiwan. Inga underarter finns listade i Catalogue of Life.